# Magyar katonai hírszerzés 1918–1945
Az első önálló, modern magyar hírszerző szolgálat az első világháború után jött létre a magyar honvédség keretében, mint katonai hírszerző szolgálat, ami azonban a katonai, valamint a polgári elhárítás egyes feladatait is ellátta. A magyar katonai felderítés és elhárítás egészen 1950-ig nem határolódott el szervezetileg egymástól. A trianoni békeszerződés rendelkezései miatt 1938-ig a Hadügyminisztérium VI. Főcsoportjának (Vezérkar) 2. Osztálya, vagy az Osztrák–Magyar Monarchia idejéből örökölt nevén a Nyilvántartó Iroda végezte a hírszerzést és a kémelhárítást. Miután a bledi egyezmény kimondta az országok fegyverkezési egyenjogúságát, a Vezérkar ismét nyíltan működhetett és a  HM VI-2. Osztálya a VKF 2. Osztálya elnevezést kapta. A belső szerkezet alig változott, a hírszerzést a Központi Offenzív Alosztály (Koffa), a Nyilvántartó Alosztály (Nyil, értékelő részleg), az Attasécsoport és az X-csoport (lehallgatás és rejtjelfejtés) végezte. A Defenzív Alosztály (Def) a katonai elhárítás, kémelhárítás feladatai mellett politikai rendőrségi funkciókat is ellátott, üldözte az antifasiszta ellenállókat. Lényegében ez a struktúra maradt fenn a Horthy-korszak végéig.

## Története

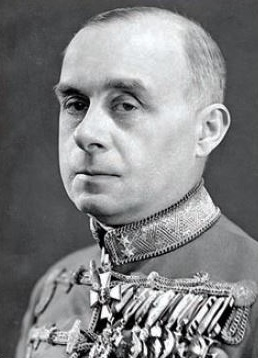
Sztójay Döme

A vesztes első világháború után Bécsben feloszlatták az osztrák–magyar katonai hírszerzés szervezetét, a Nyilvántartó Irodát. Az új magyar Honvédelmi Minisztériumra hárult a feladat, hogy megteremtse az önálló magyar katonai felderítés alapjait. Böhm Vilmos miniszter elrendelte a HM felderítéssel foglalkozó főosztályának megszervezését, vezetőjévé Stojakovics Dömét nevezték ki, aki a monarchia idejében a Nyilvántartó Iroda vezető munkatársa volt. Az új főosztály hírszerző és katonapolitikai osztályból, valamint más kisegítő és támogató részlegekből állt.
A Magyarországi Tanácsköztársaság idején a hírszerzés a hadsereg-parancsnokság alárendeltségébe került, mint a Vezérkar II. csoportja. (Innen datálódik a következő 70 évnek az a gyakorlata, miszerint a katonai hírszerzés nevében szerepel a kettes szám.) Részei a következő alcsoportok voltak:
- „S” nyilvántartó;
- cseh-tót;
- román;
- délszláv;
- sajtó;
- rejtjelző és elhárító (védelmi).

A Tanácsköztársaság bukása után egy ideig a Fővezérség és a Hadügyminisztérium között párhuzamosság volt a katonai felderítés terén. 1919 decemberében a Hadügyminisztérium hírszerző osztályát és a Fővezérség nyilvántartó csoportját egybeolvasztották és a tevékenység újjászervezésével Stojakovics Döme vk. őrnagyot bízták meg. Ekkor alakult ki a Fővezérség II. csoportja az a hármas tagozódása, amely egészen a második világháború végéig jellemezte a magyar vezérkar 2. osztályának tevékenységi körét: a hírszerzés, a nyilvántartás és az elhárítás egy kézbe került.

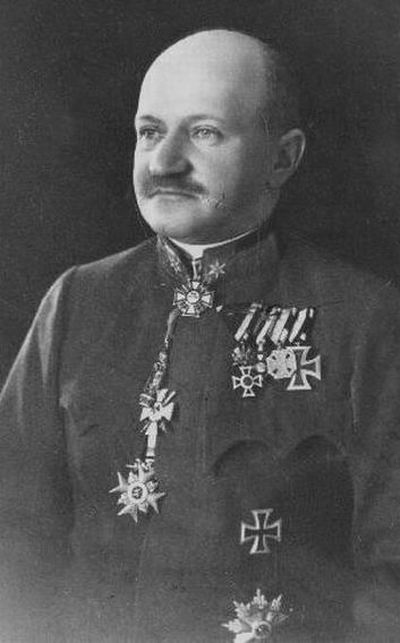
Berzeviczy Béla

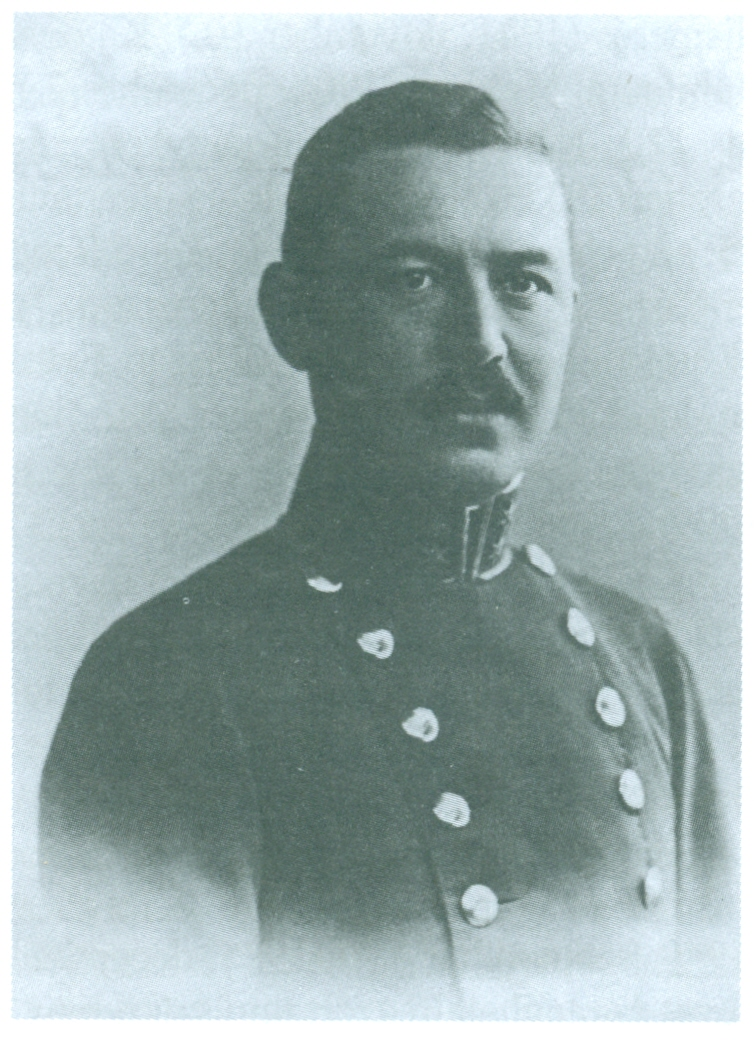
Böckl József, a hírszerzés vezetője 1925–1928

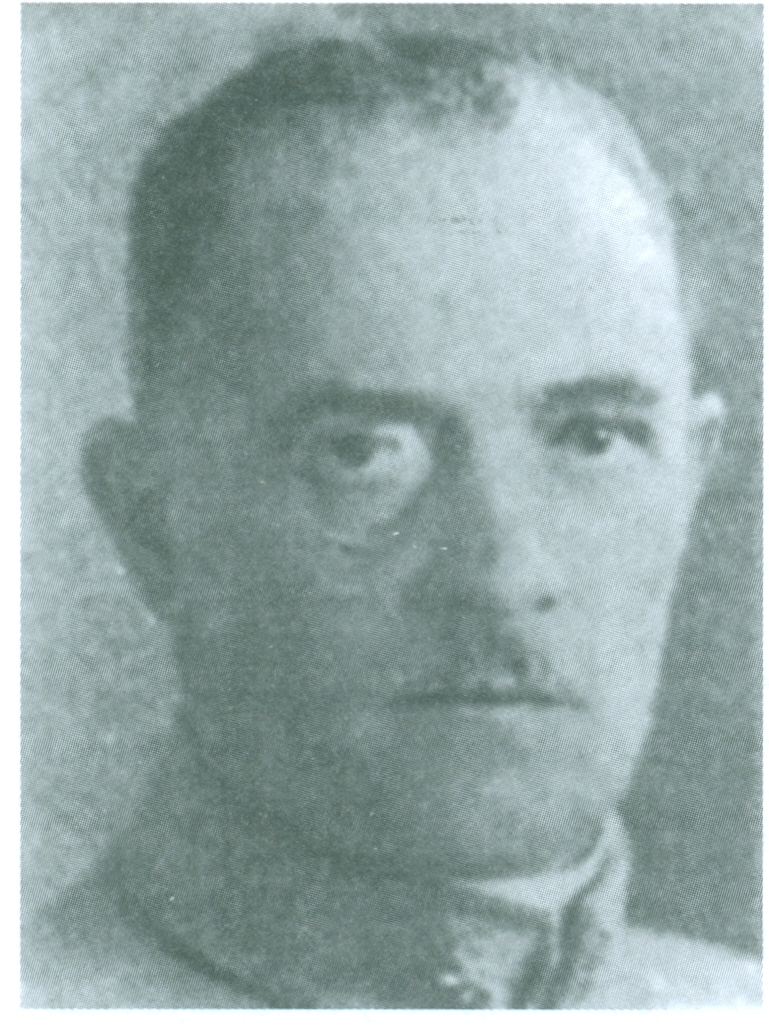
Ruszkay Jenő, 1928–1933

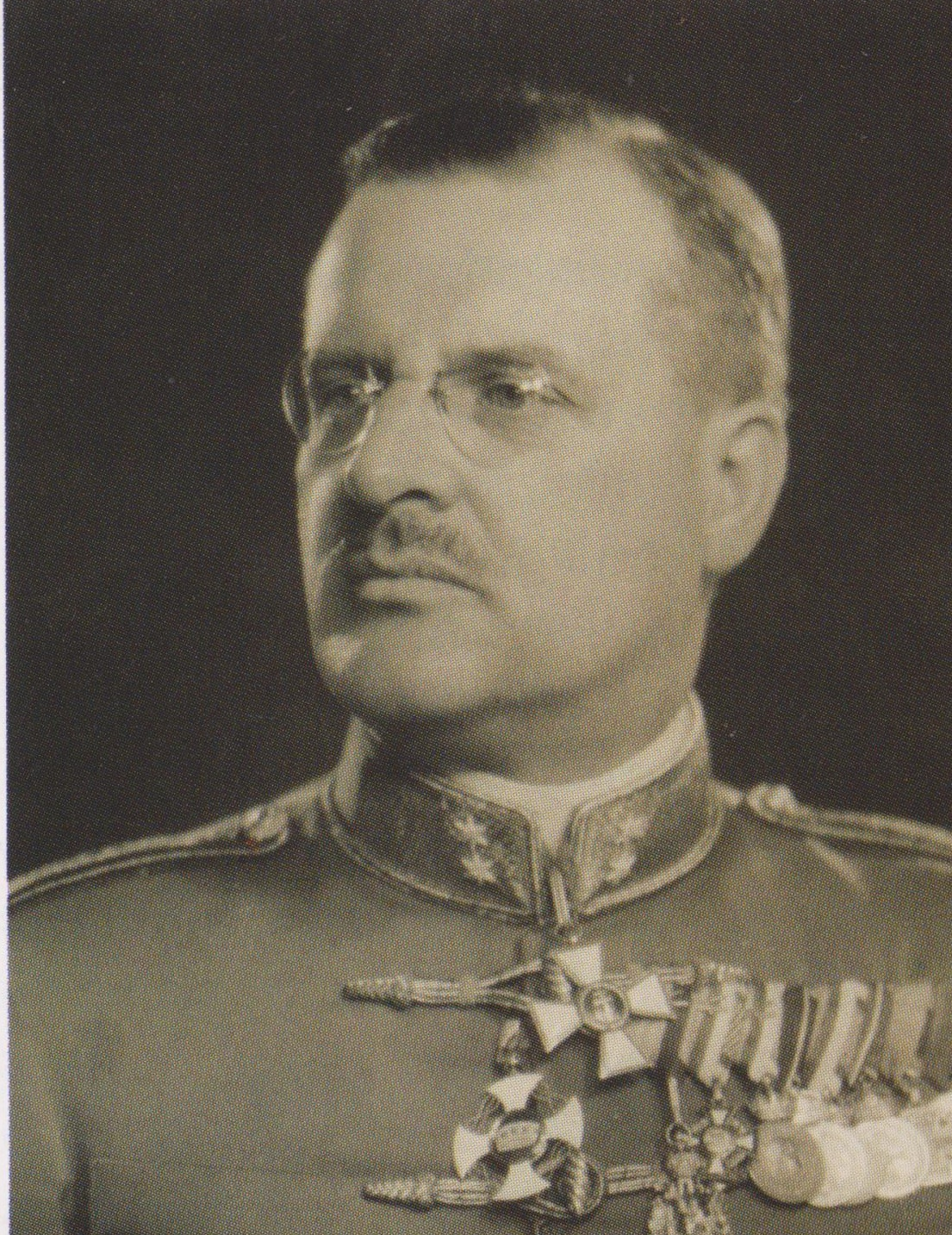
Hennyey Gusztáv, 1933–1937

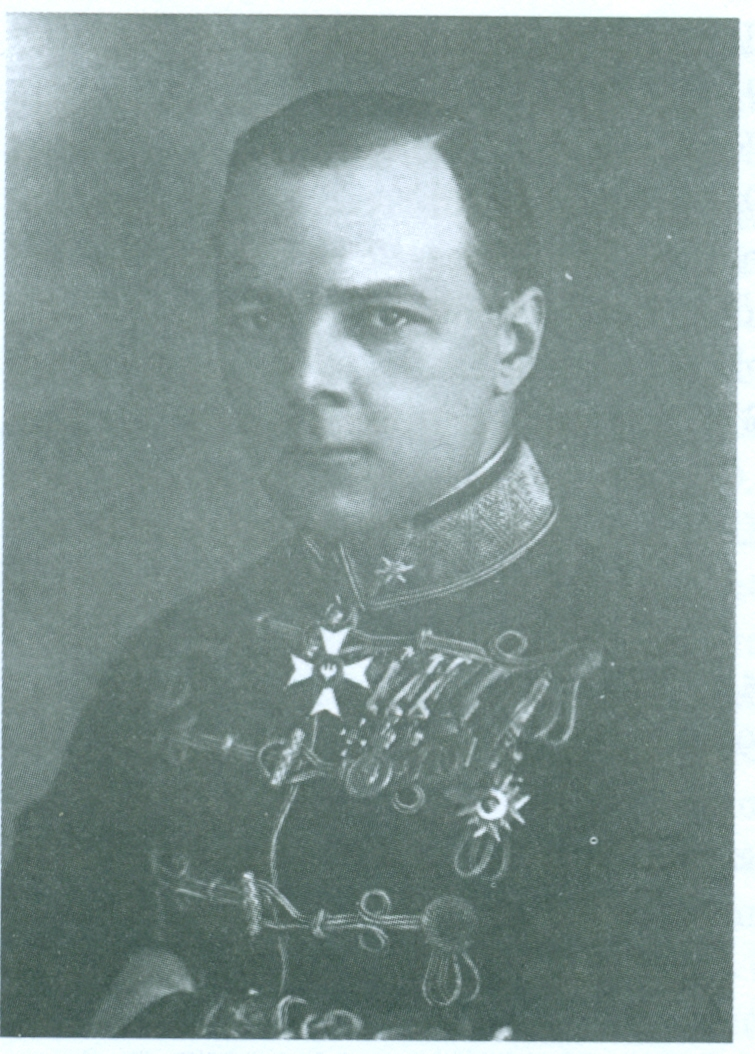
Andorka Rudolf, 1937–1939

Ujszászy István, 1939–1942

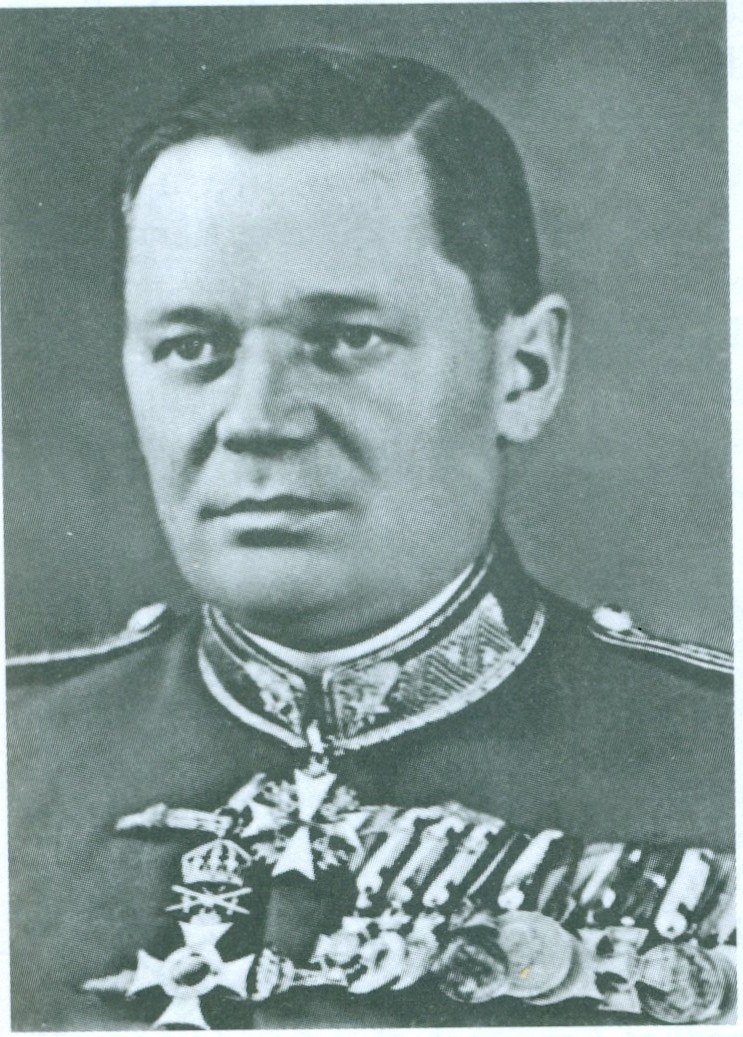
Vasváry József, 1942–1943

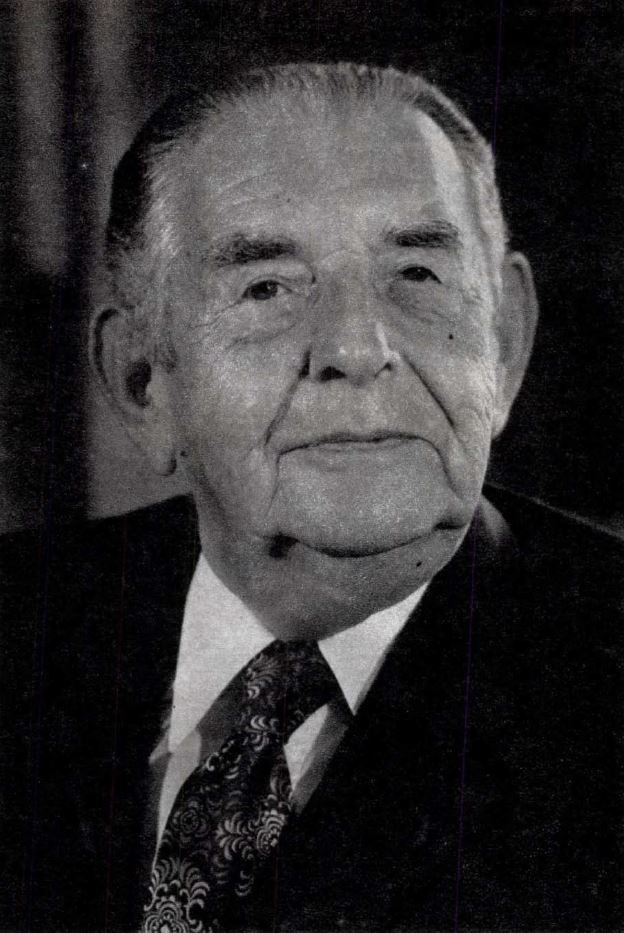
Kádár Gyula, 1943–1944

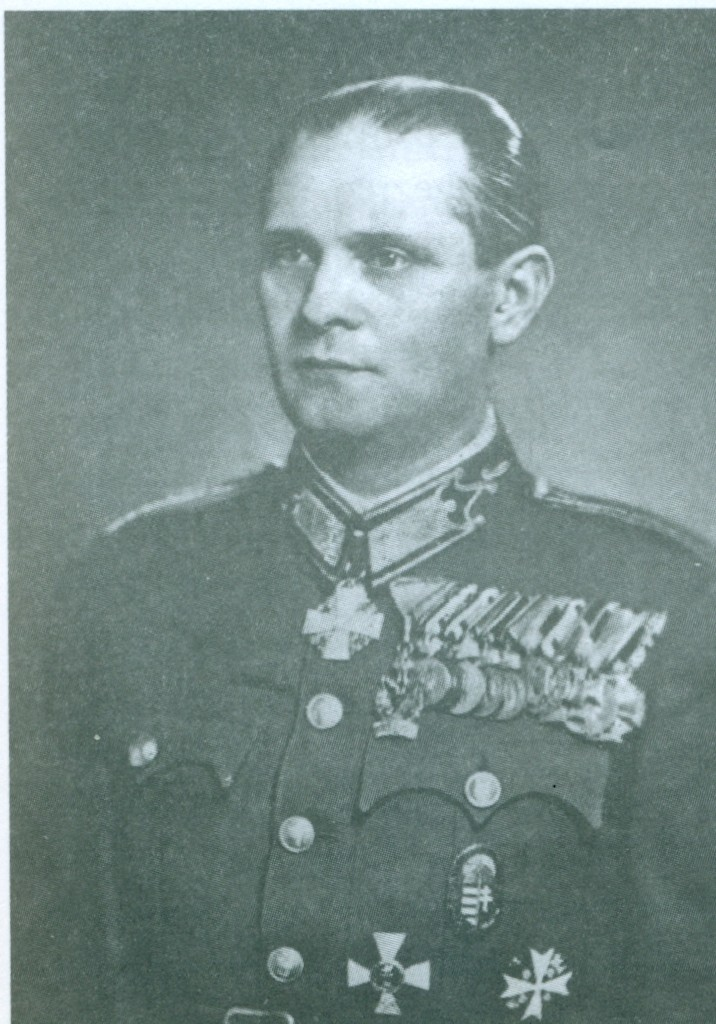
Kuthy László 1944. május 4. – 1944. október 16.

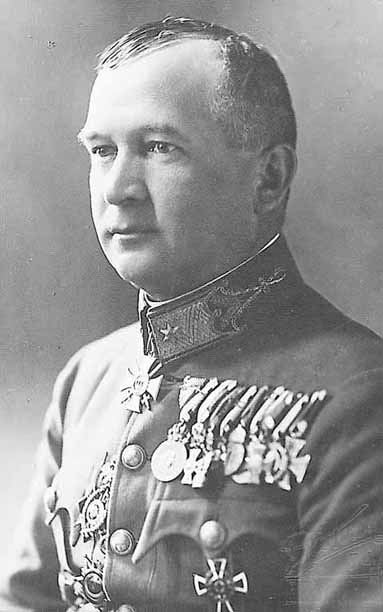
Pokorny Hermann, a magyar rejtjelfejtés szaktekintélye

Az új szervezés alapjait Berzeviczy Béla tábornok vezérkari főnök 1919. december 7-i parancsa határozta meg: „A fővezérség egyes osztályainak átcsoportosítása és ügyköreinek új beosztása következtében a fővezérség II. csoportja ezentúl csak az offenzív hírszolgálatot (ezen elnevezés alatt ezentúl csak az ellenséges és idegen államok ellen irányuló katonai és politikai felderítés értendő) és ezzel szorosan összefüggő kémvédelmi szolgálatot (Spionageabwehr), valamint az ellenséges és idegen államok katonai és politikai helyzetének nyilvántartását látja el. A fővezérség II. csoportjához tartozott minden más ügykör (vörös védelmi, nemzetvédelmi propaganda és sajtó) a fővezérség VI. csoportjához lett áttéve." 1920-ban Pokorny Hermann megszervezte a hírszerző és kémelhárító osztály X. (rejtjelfejtő) alosztályát, aminek 1925 áprilisáig állt az élén. Utódja Kabina Vilmos ezredes lett 1935-ig, majd őt Petrikovits István ezredes követte. Az alosztály rendkívül sikeresen működött, alig volt olyan európai ország, aminek a diplomáciai és katonai rejtjelzett táviratait ne fejtette volna meg ez a szolgálat az 1945-ig terjedő időszakban.
A trianoni békeszerződés előírásainak megfelelően 1921-ben a fővezérséget is meg kellett szüntetni. A HM egyik osztályát, a VI., úgynevezett katonai főcsoportfőnökségét építették ki rejtett vezérkarnak, amelynek alárendelt osztályai, szervezetei is rejtve működtek.
A VI. katonai főcsoportfőnökség alatt működött a 2. osztály (VI/2. o., hírszerzés és kémelhárítás). Vezetője 1925 és 1928 között Böckl József volt. Részei a nyilvántartó, elvi, laboratóriumi és rejtjelző alosztályok, valamint a D jelű (defenzív) kémelhárító alosztály voltak. Katonai attasékat delegáltak Bécsbe, Berlinbe, Varsóba, Rómába, Párizsba, Bukarestbe, Belgrádba, Szófiába és Ankarába.
A magyar hadsereg felkészítése az ország területi integritásának visszaállítására, a megfelelő alkalomkor történő felhasználása  elsősorban a nemzetközi helyzet függvénye volt. Ezért alapvető fontosságúnak tartották egy jól működő hírszerző szolgálat felállítását.
1927-ben megindulhatott a magyar honvédség fejlesztése. Az addig engedélyezett 35000 fő helyett a létszámot 62500 főben határozták meg és hét vegyes dandárt állítottak fel. A dandároknál alosztályokként létrehozták a VI/2. osztály alárendelt szerveit. A vámőrségnél is működtek felderítő szervek.
1932-ben, Gömbös Gyula miniszterelnöksége idején az addigi VI. főcsoportfőnököt nyíltan a magyar királyi honvédvezérkar főnökévé nevezték ki, és egyidejűleg a VI/2. osztályt VKF 2. osztállyá nevezték át. (A osztály elnevezése a hivatalos forrásokban is tág határok között ingadozik – Vkf-2; 2. vkf. és hasonlók – bizonyára a titkosság egyik melléktermékeként.) Ezen belül a hírszerzést a Központi Offenzív Alosztály (Koffa) (operatív részleg), a Nyilvántartó Alosztály (értékelő részleg), az Attasécsoport és az X-csoport (lehallgatás és rejtjelfejtés) végezte. A Defenzív Alosztály (Def.) a kémelhárítás feladatait és politikai rendőrségi funkciókat látott el, üldözte az antifasiszta ellenállókat.
A hadsereg-fejlesztés nyomán az az új hadtest-parancsnokságoknál hírszerzői és kémelhárítói feladattal a törzsekben nyílt megjelöléssel 2. osztályokat szerveztek. Ekkor neveztek ki katonai attasékat Londonba és Washingtonba, majd 1935-től Moszkvába is. Hamarosan katonai attasékat küldtek Svájcba, Finnországba (akkreditálva Stockholmba is), Spanyolországba, Horvátországba valamint Szlovákiába. Gyakorlatilag ugyanezekből az országokból érkeztek Budapestre külföldi katonai attasék. (1943-tól két olasz katonai attasé is volt Budapesten, a Badoglio- és a Mussolini-kormány képviseletében is.)
A VKF 2. osztály közvetlen alárendeltségében működtek Budapesten a 101. és Nagyváradon a 102. rádiófelderítő (RÁF) zászlóaljak.

## A magyar katonai hírszerzés szolgálati szabályzata (1930)
A Honvédelmi Minisztérium által kiadott szabályzat két fő részből állt:
- Hírszerző szolgálat I. rész: Hírszerzés, nyilvántartás, propaganda, szabotázs, forradalmasítás.
- Hírszerző szolgálat II. rész: Utasítás a kémelhárító szolgálat ellátására.

Tartalmilag a természetesen szigorúan titkos szabályzat legfőbb elemei a következők voltak:
- A hírszerző szolgálat feladata, hogy az ország vezetését más államok katonai és katonapolitikai helyzetéről tájékoztassa, és így döntéseihez alapot szolgáltasson, egyúttal megóvja a meglepetésektől. A szolgálat részei a hírszerzés, a hírek nyilvántartása (A „nyilvántartás” kifejezés a hírszerzés értékelő-elemző munkáját fedi, az osztrák-magyar katonai hírszerzés fedőnevéből (Nyilvántartó Iroda, Evidenzbüro), a rádiófelderítés valamint a kémelhárítás. Háborúban ezekhez járul még az ellenség erkölcsi erejének megbénításának célját szolgáló tevékenység (mai kifejezéssel pszichológiai hadviselés) is.
- A hírszerző szolgálat egységes központi irányítás alatt áll. Szervezeti egységei a legfelsőbb vezetés, valamint a magasabb parancsnokságok mellett, a határ mentén és esetleg külföldön működnek.
- A hírszerző szolgálat a felderítés különleges személyi, tárgyi és műszaki eszközeivel hajtja végre a feladatát.
  - Személyi eszközök: hírszerzők, foglyok, szökevények, a lakosság. A hírszerzők működésük szerint hírforrások, kutatók, beszervezők és futárok lehetnek.
  - Tárgyi eszközök: zsákmányolt okmányok, a cenzúra és a sajtó.
  - Különleges műszaki eszközök: ezeket a híradó csapatok vezetékes és vezeték nélküli lehallgató szolgálata nyújtja. A távíró és távbeszélő útján végzett kiváltás elektromos lehallgató készülékkel folytatható. Ilyen készülékek a távbeszélő, a rádiólehallgatók, a rádió-iránymérők.

A szabályzat foglalkozik azzal a kérdéssel is, hogy a hírszerző szolgálat betelepített, vagy utazó hírszerzőket is alkalmaz.
A hírszerzők követendő eljárását illetően a szabályzat leszögezi a leleményesség, rugalmasság fontosságát. A hírforrások egy része a híranyagot eredetiben tulajdonítja el, vagy fényképen, esetleg szó szerint lemásolva rögzíti. A kutató hírszerzők olyan egyének ismeretségét keresik, akik a hírszerzőkül kiszemeltek viszonyairól felvilágosítással szolgálhatnak. A beszervezők igyekeznek a hírszerzőkül kiszemelteket személyesen megismerni és velük közvetlen viszonyba jutni, várva az alkalmas pillanatot a beszervezésre. A futárok a híranyag átvételének helyét és környékét előbb szemrevételezik, hogy menekülésük esetén terepismerettel bírjanak. A futárok csempészik haza a híranyagokat.
A honvéd vezérkar főnöke 1942-es utasításában a VKF 2. fő feladatát az „idegen államok hadseregének, katonai-politikai viszonyainak és háborús teljesítőképességének nyilvántartásában” határozta meg.

## A Magyar Honvédség Harcászati Szabályzata a felderítésről
A Magyar Királyi Honvédség általános harcászati szabályzata, szélesebb körhöz szólva, nem az erősebben konspirált hírszerzésről, hanem az általános katonai felderítésről szól.
Eszerint: „A felderítés célja, hogy adataiból a vezető idejében képet alkosson az ellenségről, és így elhatározása és terve számára alapot nyerjen.”
A felderítés nemei: hadászati (stratégiai), harcászati (taktikai) és harcfelderítés.
„A hadászati felderítés a hadászati elhatározásokhoz szolgáltat adatokat. Feladata: az ellenség mozgósításával és felvonulásával kapcsolatos vasúti, közúti és vízi közlekedésnek, csapatmozdulatoknak, repülőtereknek, állandó és tábori erődítéseknek, később nagyjában a már felvonult ellenség helyzetének, szárnyainak, egyes csoportjai közötti hézagoknak, gyorscsapatainak, hátsóbb seregtesteknek, csapatszállításoknak, nagyobb szállításoknak, nagyobb csapat- és vonatmozgásoknak stb. a megállapítása.
E feladatokat a légi és földi felderítés eszközei egymást kiegészítve oldják meg, a súly rendszerint a légi felderítésen van. A földi felderítés eszközei elsősorban a sereglovasság, a gépkocsizó seregtestek és más gyorscsapatok.”
A felderítés elrendelése:
„A vezető a felderítésre adott parancsban mindig világosan és határozottan jelölje meg, hogy mit akar megtudni.”
„A hadsereg- (önálló hadtest) parancsnok rendeli el a légi és a földi hadászati felderítést, kijelöli az alárendelt hadtestek (seregtestek) felderítési területét a légi és a földi harcászati felderítés céljára.”
„A hadászati légi felderítés mélysége az illető seregtestnél legalább 3-4, a földi felderítés mélysége legalább 2-3 napi menettávolságra lehet. 
A légi felderítés területének szélessége kb. megegyezik annak a mélységével. A földi felderítés szélessége lovas seregtesteknél általában 40-50 km, gépkocsizó seregtesteknél általában 60-80 km.”
Ezekhez az elvekhez igazodtak lehetőség szerint a magyar honvédség magasabb parancsnokságai és a csapatok a háború alatt.

## A magyar katonai hírszerzés a második világháború előtt és alatt
Az első világháború utáni békerendszer keretében Magyarország számára leginkább a trianoni békeszerződés nyertesei, az úgynevezett kisantant államok voltak a potenciális ellenfelek. Közülük is elsősorban az akkori Csehszlovákiát tartották a legveszélyesebbnek.
A csehszlovák hadsereg az 1930-as évek vége felé francia segítséggel korszerűen felszerelt, jól kiképzett, ütőképes katonai erő volt. A román hadsereg ezzel szemben az ország gazdasági helyzetéhez képest túlméretezett, korszerűtlen és hiányosan felszerelt haderő volt. Jugoszlávia hadserege sem volt alkalmas hosszabb háborúra hiányosan felszereltsége és súlyos anyagi nehézségei miatt.
A magyar katonai hírszerzés 1940 őszén kapta meg első két, fotófelszereléssel ellátott HE–111P típusú gépét, amelyeket a Keleti-Kárpátok és Erdély felett végzett felderítésre alkalmaztak. Egy-egy gépen három kamera működött 75 és 120 mm-es fókusztávolsággal, 30x30 cm-es képmérettel. A 6–8 ezer méteres magasságból készített felvételek jól szolgálták a hadvezetés igényeit.
A magyar hadbalépés idején Csehszlovákia már felbomlott, részei döntően német protektorátussá váltak, Jugoszlávia német megszállás alá került, Romániától pedig a második bécsi döntéssel Magyarországhoz csatolták Észak-Erdélyt, és a maradék Románia Magyarországgal együtt a Német Birodalom szövetségese lett a Szovjetunió elleni háborúban.
A Szovjetunió elleni háborúba lépéskor a VKF 2. osztály alapvetően két részre tagozódott: a hírszerzésre (H.) és a kémelhárításra (D.).
A magyar katonai felderítés hírközpontja a nyilvántartó („Nyil”) alosztály volt, amely úgynevezett „arcvonalakra” tagozódott. Ezek közül a legfontosabbak a szovjet, balkáni, román, bolgár és az angol arcvonalak voltak. Ezek szoros figyelemmel követték az adott országok katonai, politikai és gazdasági helyzetét. Ide érkezett minden felderítési adat a hírszerzőktől, katonai attaséktól, illetve nyílt forrásokból (rádióadások, újságok). A „Nyil” rendszeres napi tájékoztatókat készített a katonai vezetés számára, emellett kéthetente összefoglaló jelentések is készültek a legfontosabb célországok helyzetéről.
A németekkel elvileg megállapodás volt a hírszerzési adatok cseréjéről, de a tőlük kapott információk információk általában szerény értékűek voltak. A VKF 2. osztálynál viszont német összekötő tiszt tevékenykedett, aki megkapta a magyar hírszerzés adatait.
A hírszerzés irányító szerve a központi offenzív alosztály (rövidítve „Koffa”) volt. A vezérkari főnök és a hadműveleti csoportfőnök szabta meg a VKF 2. osztályvezető útján a hírigényeket, felderítési feladatokat a Koffának, ahol azután megtervezték, megszervezték a feladatok végrehajtását.
Román viszonylatban aktív tevékenységet folytattak, de viszonylag csekély eredménnyel. Az értékesebb in formációk a jó kapcsolatokkal rendelkező bukaresti katonai attasétól származtak. Szlovákia mint német szövetséges nem jelentett komoly veszélyt, de a magyar hírszerzés azért itt is működött.
A nyugati hatalmak helyzetének „nyilvántartása” főleg német hírszerzési adatok, a semleges országokban működő katonai attasék jelentései, és nyilvános források alapján történt, hírszerzőket oda a VKF 2. osztály nem küldött.
A háború előtt a Szovjetunió területén is szervezett a VKF 2. hadászati felderítést, bár csekély eredménnyel. A szovjetunióbeli magyar emigráció közt talált néhány személyt, de azok is inkább általános gazdasági, politikai információkkal tudtak szolgálni. Az 1930-as években az emigrációban is nehezen talált olyan emberre, aki ,,információk szolgáltatására" hajlandó lett volna. A ,,... távolság, a birodalom óriási kiterjedése és a megoldandó feladatok túl nagyok ahhoz, hogy néhány >>H<< egyén - többet pedig a tapasztalat szerint sohasem tudtunk beállítani - e feladatokkal meg tudna bírkózni". Arra, hogy ezt mennyire sikerült a moszkvai magyar katonai attasénak kihasználnia, nem lehet válaszolni, mert ezekből az évekből a VKF/2 idevonatkozó iratai hiányoznak.
Az 1941-es hadjárat idején a magyar csapatok teljes mértékben a németektől, az Abwehrtől, illetve az elöljáró „Dél” hadseregcsoport, és a 17. német hadsereg törzseitől kapták meg a szükséges felderítési adatokat. A magyar hadsereg csak az akkori megnevezés szerinti közel-, vagy harcászati felderítést végezte saját erőkkel, lovas, illetve páncélos egységekkel. A gyorshadtest felderítő zászlóaljai mellett tevékenykedett két távolfelderítő repülő század (Sólyom és Heinkel 46-os közel-felderítő gépekkel).
1942-ben a doni magyar 2. hadseregnek a közel-felderítési célokra kerékpáros zászlóaljak, egy árkász szakasz és huszárszázadok álltak rendelkezésére. Az 1. páncélos hadosztály egy felderítő zászlóalj (egy motorkerékpáros, egy gépkocsizó lövész és egy páncélgépkocsizó század – Csaba páncélos gépkocsikkal) tartozott. A hadseregnek 4 darab Heinkel-111-es távolfelderítő és 16 Heinkel-46-os közel-felderítő repülője volt.
A VKF 2. osztály „Koffa” alosztályához tartoztak a külföldön szolgáló magyar katonai attasék, akik főleg a funkcióikkal járó „megengedett” hírszerzési feladatokat végezték a fogadó országokban. Ide tartoztak kapcsolattartási és egyben elhárítási céllal a Magyarországra akkreditált külföldi katonai attasék is, akik közül elsősorban a román végzett aktív hírszerző munkát.
A hírszerzéshez tartozott az „X” alcsoport, amely rejtjelfejtéssel foglalkozott. Ez a csoport igen nagy mennyiségű értékes megfejtett híranyaggal látta el a HM és a Külügyminisztérium vezetését. Sikeresen fejtették meg egyes külföldi követségek és katonai attasék jelentéseit is. A részleg létrehozójának (és 1925-ig vezetőjének), Pokorny Hermann tábornoknak a tevékenységét (különösen az orosz rejtjeleknek az első világháború alatt történt megfejtését, melyet tananyagként ismertettek) a háború után még a szovjetek is elismerték.
A rádiófelderítő alegységek szintén sikeresen működtek. Központjuk a mátyásföldi katonai repülőtéren, „szárnyállomásaik” (az iránymérők) pedig Debrecenben, Kecskeméten, Szegeden és Győrben voltak. Mindenekelőtt a Szovjetunió ellen dolgoztak. A lehallgató állomások egyikét a Vakok Intézetében működtették. A magyar rádiófelderítés együttműködött a Magyarország területén elhelyezett német lehallgató állomásokkal.
A VKF 2-nek saját fejlett laboratóriuma és speciális nyomdája is volt a hírszerzők felszerelésére szolgáló hamis okmányok, pecsétek, fényképező berendezések, levélfelbontó és eszközök elkészítése céljából.
A Magyarország területén állomásozó hadtestek (honvéd kerületek) parancsnokságain lévő 2. (felderítő) osztályok is munkamegosztást alakítottak ki egymás között. A budapesti főleg Csehszlovákia ellen, a debreceni kizárólag román, a szegedi jugoszláv és román irányban. A hadtestek 2. osztályaihoz hasonlóan a folyamőrségnél és a légügyi hivatalnál is volt 2. osztály (hírszerző és elhárító alosztályokkal).
A „Koffa” egészében véve meglehetősen csekély eredménnyel működött, még a szomszédos országok területén sem értek el jelentős eredményt. Ebben főleg a szakemberhiány és különösen az anyagi források, a hírszerzéshez annyira szükséges pénz szűkössége játszott szerepet.
A VKF 2. osztály nagy függetlenséggel rendelkező részlege volt az elhárító (defenzív) alosztály (Def.), amely helyileg is elkülönülten, a budapesti Hadik laktanyában (a mai Bartók Béla úton) működött. Az alosztály alapvető feladata a katonai elhárítás volt, s ebben együttműködött a politikai rendőrséggel (Állambiztonsági Rendőrség) és más belügyi szervekkel, valamint a csendőrséggel, és többek között hírhedtté vált aktív szerepet játszott az antifasiszta ellenállók üldözésében is. A háború után a Def. működését összemosták a VKF 2. egész tevékenységével, holott valójában két különálló tevékenységről, hírszerzésről és elhárításról volt szó.

### A magyar honvéd légierő távolfelderítői a második világháborúban
A honvéd légierőnél az 1930-as évek második felére ― a más országok légierőihez hasonlóan ― megszervezték a felderítő repülő alakulatokat. Ezek egyrészt a hadtestek alá rendelt 7, majd 11 közvetlen közelfelderítő repülő századból álltak és He 46, WM–16 Budapest, WM–21 Sólyom, Fw 189, zömmel akkoriban elavuló típusú gépekkel voltak felszerelve.
A fővezérség alárendeltségében a hadászati légi felderítés végrehajtása céljából ugyanakkor létrehozták az 1. honvéd önálló távolfelderítő repülő osztályt, amely 1944. második feléig volt hadrendben. Felszerelésükben az akkor már nem a legkorszerűbb német típusok szerepeltek (He 70, He 111, Ju 86, Ju 88 és Do 215). Összesen mintegy 500 felderítő bevetést hajtottak végre. Bár a távolfelderítőknek nem volt feladatuk a légiharc, a szovjet fronton 20 légi győzelmet arattak. Körülbelül ugyanannyi saját gépet azonban el is vesztettek, és a hősi halottaik száma 45-46 fő volt.
A távolfelderítő repülő osztály első harci bevetésére, He 70-es gépekkel, 1938. őszén került sor, amikor a Felvidék visszacsatolását (Első bécsi döntés) megelőzően röpcédulaszórást hajtottak végre. Hasonló műveletre került sor Kárpátalja visszafoglalása alkalmából is, amikor egyes gépek még szovjet területre is szórtak röpcédulákat.
Ebben az időben szervezték meg ― lényegében ennek az osztálynak az állományából ― a Légifényképező és Kiértékelő Csoportot is, amely Ju 86-os és He 111-es gépekkel Románia, Erdély és Délvidék fölött hajtott végre célfényképező feladatokat. 1940. júniusától az Erdély kérdésében kiéleződött magyar-román feszültség idején a távolfelderítő osztály naponta általában 2-2 géppel 6-8000 méteres magasságból fénykép-felderítést hajtott végre Erdély és Románia fölött. A távolfelderítő osztály 1941. tavaszán 20-25 bevetésben fénykép- és szemfelderítést hajtott végre a Délvidék és Jugoszlávia fölött He 70-es gépekkel.
A Szovjetunió elleni háború kezdetén, már 1941. június 26-án bevetésre kerültek. Budaörsi alapbázisukról ungvári feltöltés után hajtottak végre a feladatokat, szintén HE-70-es gépekkel. 1941. második felében a németektől korszerűbb He 111-es gépeket kaptak.
Az 1942. év második felében a Donhoz felvonultatott Magyar 2. hadsereg támogatására rendelt Repülő csoport (később dandár) állományában lévő távolfelderítő osztály szervezése a következő volt:
- 1/1. távolfelderítő repülő század, 6 db He 111 felderítő gép és 4 db. szállító és futárgép (Ju 86, Fw 58 és Bücker Bü 131);
- 1/2 tf. szd. földi (kiszolgáló) rész;
- 1/3. tf. szd. légifénykép-kiértékelő és adatszolgáltató rész.

Az osztály 1942. június 20-án kezdte meg a fénykép-felderítő tevékenységét és július 25-re átfogó helyzetképet tudott nyújtani a 2. hadsereg parancsnoksága részére. Ezt követően mintegy 300 km-es mélységig távolfelderítést hajtottak végre, miközben számos légiharcba kerültek a szovjet légierővel.
A lecsökkenő gépállomány kiegészítésére a németektől Do 215-ös gépeket kaptak, de augusztus közepére már csak 2 db. He 111-es és 1 db. Do 215-ös gépük maradt.
1942. november vége felé már észlelték a Don folyón túli szovjet csapatmozgásokat, a szaporodó vasúti szállításokat és a növekvő számú tábori repülőtereket. A doni szovjet áttörést követően a távolfelderítő osztály hátra települt, miközben a repülőgép-állományt Ju 88-as gépekkel egészítették ki. (Ezek a típusok bombavetésre is alkalmasak voltak 250 és 300 kg-os bombákkal.)
A doni vereség után a távolfelderítőket 1943-ban a németek által megszabott feladatok végrehajtására alkalmazták. Mind a személyi, mind a gépállomány tovább csökkent; az osztályt egyetlen századba szervezték. Harci alkalmazásukat 1944. januárban megszüntették és az utolsó Ju 88-as gépet is leadták a németeknek. Az osztály hivatalosan 1944. szeptember 15-ével szűnt meg, személyi állományát más alakulatokhoz osztották be. Ezzel véget ért a magyar hadászati légifelderítés története is. Az osztály, csekély állománnyal és nem a legkorszerűbb gépekkel, de a feladatait sikeresen és hősiesen hajtotta végre. 3800 órát repültek az ellenség fölött, 61000 méter hosszúságú filmet fényképeztek el, amelyről a kiértékelők 250000 másolatot készítettek.

### A német megszállás és a nyilas hatalomátvétel után

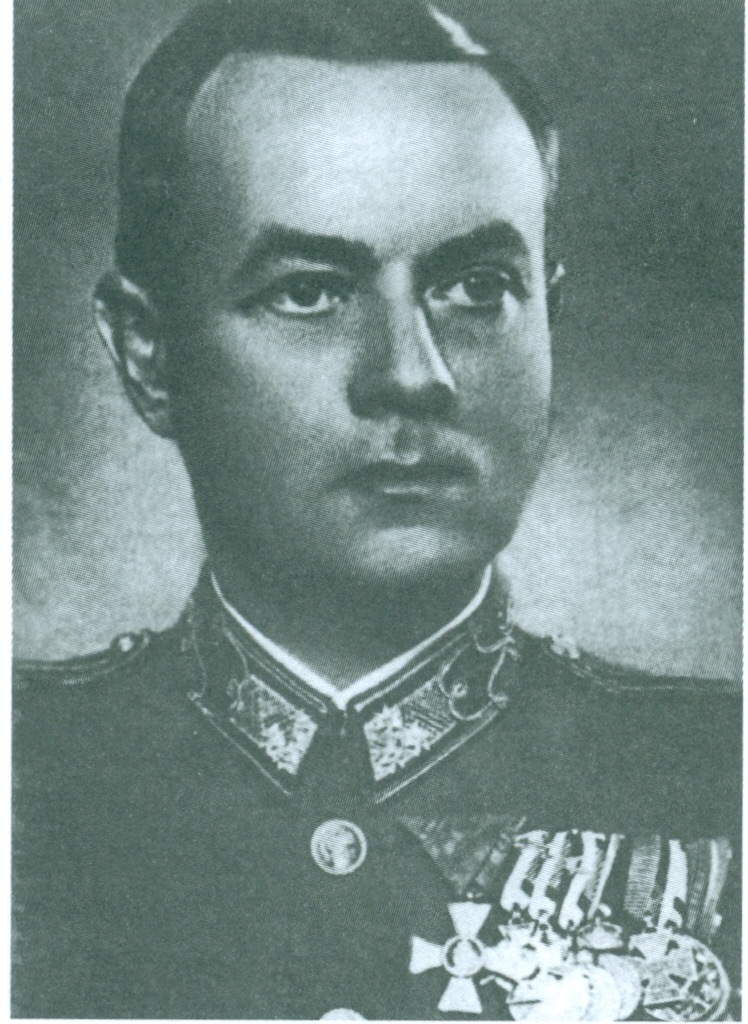
Zákó András, a VKF 2. vezetője 1944. október 16. – 1945. május 2.

A nyilas hatalomátvétel (1944. október 15.) után a VKF 2. osztály, illetve a „Koffa” alosztály irányítását a Nemzetvezető (Szálasi Ferenc) Munkatörzse mellett létesített Nemzetbiztonsági Iroda vette át. Ezzel a hírszerzés szerepe lecsökkent, mivel a nyilas hatalom a fő súlyt az elhárításra helyezte, és ebben az úgynevezett „Nemzeti Számonkérés Szervezete” jutott fő szerephez.  (A hasonló nevű Nemzeti Számonkérő Szék nyilas bíróság volt.)
A magyar nagykövetségeken működő magyar katona-diplomaták egy része már a német megszállás (1944. március 19.) után megtagadta a központ részére végzett munkát, és a külföldön lévő hírszerzők egy része is szétszéledt.
A VKF 2. 1945. elején még diverziós-felderítő akciókat tervezett a szovjetek által megszállt területeken, de ezek már nagyrészt nem kerültek végrehajtásra. A Bakonyban, a Csősz pusztán szervezett „Bakony dandárt” 1945 elején a szovjetek felszámolták.
A háború végén a magyar katonai hírszerzés irattári anyagát a vezérkar Németországba kitelepülő szervei zömmel magukkal vitték, ahol azoknak aztán általában nyomuk veszett.

## A magyar katonai hírszerzés vezetői 1919 és 1945 között
A magyar katonai hírszerzés vezetői 1919. augusztus 1. és 1945. május 9. között időrendben a következő tisztek voltak:
- Stojakovics (1935-től Sztójay) Döme tábornok, 1921. július 1. – 1925. szeptember 1.
- Böckl József (Kalácsa, 1880. március 16. – Budapest, 1942. szeptember 27.) tábornok, 1925. szeptember 21. – 1928. október 9.
- Ruszkay (1928-ig Ranzenberger) Jenő tábornok, 1928. november 15. – 1933. május 1.
- Hennyey (1923-ig Erb) Gusztáv tábornok, 1933. május 1. – 1937. augusztus 1.
- Andorka (1927-ig Fleischhacker) Rezső tábornok, 1937. augusztus 1. – 1939. május 1.
- Ujszászy István vezérőrnagy, 1939. május 1. – 1942. augusztus 1.
- Vasváry (1923-ig Eisensehr) József altábornagy, 1942. augusztus 1. – 1943. február 1.
- Kádár Gyula vk. ezredes, 1943 augusztus 1. – 1944. április 17.
- Kuthy László (Székesfehérvár, 1896. szeptember 22. – Budapest, 1958. augusztus 30.) vk. ezredes, 1944. május 4. – október 16.
- Zákó (1940-ig Zakó) András vezérőrnagy, 1944. október 16. – 1945. május 2.

## Kapcsolódó szócikk
- MNVK 2. Csoportfőnökség